# ويليام هربرت (1469)
ويليام هربرت، إيرل بمبروك الأول (بالإنجليزية: William Herbert, 1st Earl of Pembroke)‏ والمعروف أيضاً بلقب ويليام الأسود والده هو ويليام أيب توماس مؤسس قلعة راغلان.
حرب الوردتين